# American Empire: The Center Cannot Hold
American Empire: The Center Cannot Hold is het in 2002 verschenen tweede deel van de American Empire-trilogie van de Amerikaanse schrijver Harry Turtledove, met een alternatieve geschiedenis waarin niet de Unie maar de Confederatie de Amerikaanse Burgeroorlog heeft gewonnen. De titel is afgeleid uit een versregel van Yeats' bekende gedicht The Second Coming.

## Plot
De Confederatie heeft de Amerikaanse Burgeroorlog (1861-62) en de Tweede Mexicaanse Oorlog (1881-82) gewonnen dankzij de steun van het Britse Rijk en Frankrijk. Nadien heeft de Unie zich met Duitsland en de Centralen verbonden. De Centralen winnen deze oorlog; de Unie niet in de laatste plaats door een overwicht aan mankracht en industrie, en de barrels (tanks). The American Empire beschrijft het interbellum, waarbij The Center Cannot Hold de jaren 1924-1934 beschrijft: de Roaring Twenties en de Grote Depressie.
De Freedom Party heeft door de moord op president Wade Hampton V door een fanatieke stalwart en het stoppen van de herstelbetalingen gevoelig gezichtsverlies geleden, wat zich in de daaropvolgende verkiezingen vertaalt in verkiezingsnederlagen. De partijbijeenkomsten worden minder bezocht en de politie treedt harder op tegen stalwarts. Jake Featherston zelf wordt op straat nagewezen en uitgescholden en slechts een kleine groep fanatiekelingen blijft over. Onder vervangend president Burton Mitchel III klimt de economie uit het dal. In 1927 beslist het Geconfedereerde Hooggerechtshof dat hij zich verkiesbaar mag stellen voor een tweede termijn, omdat hij zijn eerste termijn niet gekozen was (hij moest immers als vicepresident inspringen voor de vermoorde Wade Hampton V. Featherston reageert woedend over dit 'nieuwe staaltje van Whig-vriendjespolitiek', maar weinig nemen hem nog serieus.
In de Unie leidt president Sinclair zijn land naar voorspoed. Iedereen koopt aandelen en de koersen klimmen op Wall Street (evenals in Richmond). Terwijl de verhouding met de Confederatie verbetert, verslechtert de verhouding met Duitsland tot het punt waarop openlijk over oorlog wordt gespeculeerd. De landen ontwikkelen zich meer en meer tot rivalen terwijl de Verenigde Staten verbolgen is over het feit dat Duitsland in de Armeense Genocide passief toekijkt en weigert het Ottomaanse Rijk terug te fluiten. In Azië maakt Japan handig gebruik van de situatie door de invloed in China uit te breiden, Frans Indo-China en Nederlands Oost-Indië te kopen. Frankrijk en Groot-Brittannië zijn te verzwakt om hier iets aan te kunnen doen, en de Verenigde Staten zijn minder sterk in de Pacific aanwezig dan in onze tijdlijn. In Rusland weet de tsaar in 1927 de Bolsjewieken definitief te verslaan.
In het Mexicaanse Keizerrijk breekt een opstand uit waarbij de Unie de rebellen steunt. De Confederatie steunt de keizer door op Mexicaans grondgebied barrels te produceren. Bovendien nemen Geconfedereerde huurlingen (waaronder veel stalwarts) dienst in het keizerlijk leger. Hierdoor blijkt de Confederatie op de hoogte van de nieuwste militaire ontwikkelingen en doet men militaire ervaring op. Het Amerikaanse leger is hiervan op de hoogte en woedend over de ontduiking van de vredesvoorwaarden, maar Sinclair wil een betere relatie met de Confederatie en weigert er een diplomatieke rel van te maken. Een van deze huurlingen is de fanatieke stalwart Jefferson Pinkard, die er een krijgsgevangenenkamp opzet en runt.
In bezet Canada ontvangt kolonel Morrell bezoek van Heinz Guderian, die een sergeant als ordonnans meebrengt. De man is zeer antisemitisch en beledigt een joodse soldaat. Als oplossing voor de problemen met de bezetting in Canada suggereert hij zo veel mogelijk Canadezen te vermoorden zodat de rest uit angst zal gehoorzamen, waarop Guderian aangeeft dat deze sergeant voortdurend dit soort dingen zegt en hem niet te serieus neemt. Morrell merkt op dat de man hem aan Featherson doet denken, met als enige verschil dat deze sergeant de joden haat en Featherston de zwarten. Hoewel de sergeant niet bij naam genoemd wordt, is het overduidelijk dat dit Adolf Hitler is, die in deze tijdlijn door de Duitse overwinning een niemendal is gebleven, die door niemand serieus wordt genomen.
In 1928 wordt de socialist Hosea Blackford tot president gekozen, maar de eerste wolken zijn al aan de horizon verschenen. In Europa breekt een bancaire crisis uit wanneer Rusland een lening aan Oostenrijk-Hongarije niet kan terugbetalen. Het domino-effect slaat over naar Amerika, waar de beurzen van New York en Richmond crashen (Swan Dive Wednesday). Miljoenen mensen hebben aandelen gekocht, soms met geleend geld, en gaan hiermee het schip in. Bovendien moeten meer en meer bedrijven inkrimpen waardoor de werkloosheid groeit. Mensen raken hun huis kwijt en moeten in sloppenwijken wonen, die in de Unie Blackfordburoughs en in de Confederatie Mitchellvilles worden genoemd.
In de Unie krijgt president Blackford de schuld van de crisis en zijn herverkiezing in 1932 lijkt een verloren strijd. Wanneer een oorlog met Japan uitbreekt vanwege Japanse steun aan Canadese rebellen, bombarderen de Japanners bovendien Los Angeles nota bene tijdens een verkiezingsspeech van Blackford. Hij verliest hierdoor kansloos van Calvin Coolidge. Deze laatste overlijdt op 5 januari 1933 aan een hartaanval, waardoor running mate Herbert Hoover ingezworen wordt. Hij verklaart dat de socialisten het herstel hebben tegengehouden door overregulering van de economie, en keert terug naar een passiever economisch beleid, dat overigens even weinig resultaat heeft: de crisis houdt aan en verergert. In Rusland en Polen krijgen de joden de schuld en vinden hevige pogroms plaats.
In Utah, bezet sinds 1916, slaat de crisis extra hard toe, en Hoover weigert publieke werkverschaffingsprogramma's. Net op het moment dat de Unie overweegt het burgerlijk gezag in Utah te herstellen, schieten Mormoonse fanatiekelingen militair bewindvoerder John Pershing neer. Met een Democratische president en regering zijn de kansen op opheffing van de bezetting voor Utah voorlopig verkeken.
In de Confederatie geeft Featherston de Whigs en Burton Mitchell de schuld van de crisis en de ineffectieve reactie op de overstromingen van de Mississippi in 1927. Hij maakt bovendien gebruik van een nieuw medium: de radio. De joodse radiomagnaat Saul Goldman geeft Featherson alle zendtijd die hij nodig heeft en Featherson belooft hem in ruil hiervoor aan het hoofd van het staatspropaganda-apparaat te stellen wanneer hij aan de macht is. Goldmans motivatie is een merkwaardige: de Freedom Party richt zijn agressie op de zwarten en (in tegenstelling tot Polen en Rusland) niet op de joden zodat hij er als jood baat bij heeft hen te steunen. Ook weet de Freedom Party door te dringen tot de Spaanstalige staten door hen economische ontsluiting te beloven.
De boze bevolking keert zich massaal af van de Whigs en de Freedom Party boekt in de Congresverkiezingen een reuzezege. De leden en kiezers stromen toe, en racistisch geweld tegen zwarten neemt eveneens toe. Anne Colleton begint opnieuw Featherston te steunen.
In de presidentsverkiezingen van 1933 wordt Featherston tot president verkozen, en op 4 maart 1934 wordt hij ingezworen als president van de Geconfedereerde Staten van Amerika.